# Hakea dactyloides
Hakea dactyloides (лат.) — кустарник или небольшое дерево, вид рода Хакея (Hakea) семейства Протейные (Proteaceae), широко распространенный в основном в юго-восточном Новом Южном Уэльсе (Австралия). Цветёт привлекательными кремово-белыми цветами с октября по ноябрь.

## Ботаническое описание
Hakea dactyloides — прямостоячий кустарник с одним сте́блем или небольшое дерево высотой 2,4—4,5 м. Мелкие ветки гладкие и обычно бледные, при цветении покрыты короткими спутанными тонкими волосками. Листья длинные и узкие, самые широкие в середине, редко узкие яйцевидные или серповидные 3,9—13 см в длину и 5–14,5 мм в ширину. Умеренно зелёные листья сужаются к точке с тремя выступающими продольными жилками сверху и снизу. Одиночное соцветие имеет 20—38 белых цветов на коротком стебле с белыми плоскими шелковистыми волосками и иногда окрашенными в рыжий цвет. Чашелистики и лепестки кремово-белые, длиной 4—6,5 мм. Плоды бородавчатые яйцевидной формы с небольшой кривизной 2,5—3,5 см в длину и 1,7—2,3 см в ширину, заканчивающиеся острой короткой вершиной. Маленькие белые цветки часто с розовым оттенком появляются вдоль ветвей в пазушных скоплениях с октября по ноябрь.

## Таксономия
Вид Hakea dactyloides был впервые описан немецким ботаником Йозефом Гертнером в 1788 году, который дал ему название Banksia dactyloides. В 1800 году он был описан испанским ботаником Антонио Хосе Каванильесом как Hakea dactyloides в Anales de Historia Natural. Видовой эпитет — от греческого dactylos, означающего «палец» и окончания -oides, означающего сходство, т.е. «пальцевидная», по-видимому, относящегося к форме листьев этого вида».

## Распространение и местообитание
Хакея H. dactyloides широко распространена на центральном побережье, южном побережье, в плоскогорьях Нового Южного Уэльса, включая центральные западные склоны и северо-восточную часть Виктории. Произрастает на склонах, хребтах и вдоль водотоков на песчаниках в склерофитовом лесу. Выносливый быстрорастущий вид, толерантный к разнообразным условиям.